# 紅寶石戒指
《紅寶石戒指》（日语：ルビーの指環），是日本男性創作歌手寺尾聰的第5張單曲和代表作。1981年2月5日發行。

## 簡介
本曲原為橫濱輪胎產品『ASPEC』的廣告搭配曲，當時在發行這張單曲前經歷過不少苦難，寺尾聰所屬經紀公司石原Productions的小林正彥専務表示這首歌「聽起來像念經，會賣不好」，但社長石原裕次郎卻覺得還不錯，最後石原依然鼓勵寺尾發表。
單曲開始發行時銷量不如人意，但是在一個月後銷量急升，到3月底寺尾終於取得他歌手活動的第一個Oricon公信榜冠軍，並且這個冠軍蟬聯了10週。
從當年的4月9日到6月25日，這首歌包辦了TBS音樂節目《The Best Ten》的12週冠軍，是《The Best Ten》最長時間連續冠軍的歌曲。此外，還佔據了日本電視台音樂節目《THE TOP10》和文化放送製作的廣播節目《全國歌謠Best Ten》連續10週冠軍。
年終成為Oricon公信榜、《The Best Ten》、《THE TOP10》、《全國歌謠Best Ten》、《KOSÉ歌謠Best 10》等幾乎所有著名的音樂排行榜和音樂節目的年度冠軍歌曲。也橫掃了日本唱片大獎、FNS歌謠祭、日本歌謠大獎三大音樂獎項的最高大獎。
總銷量高達134.1萬張，是寺尾聰銷量最高的單曲作品。
同年年底獲邀上NHK紅白歌合戰（第32回）上演唱這首歌；之後在2007年（第58回）與2023年（第74回），兩度於紅白重新詮釋這首當年的經典曲目。
日本全國寶石學協會還特意頒授寺尾榮譽獎項，以嘉獎他對寶石熱的推動。
B面曲《CINEMA HOTEL》則是意外地從未收錄於寺尾聰的任何專輯，直到2003年所發行的精選輯《GOLDEN☆BEST 寺尾聰》當中，此曲才首度CD化。

## 收錄曲目
作詞：松本隆　作曲：寺尾聰　編曲：井上鑑
1. 紅寶石戒指（ルビーの指環）
2. CINEMA HOTEL

## 參與樂手
- Keyboards：井上鑑
- E.Guitar：今剛
- A.Guitar：吉川忠英
- E.Bass：Mike Dunn
- Percussion：斉藤信
- Drums：林立夫

## 榮譽和紀錄
- 日本唱片大賞 大獎
- 日本唱片大賞 金獎
- 日本唱片大賞 作詞獎 - 松本隆
- 日本唱片大賞 作曲獎 - 寺尾聰
- 日本唱片大賞 編曲獎 - 井上鑑
- FNS歌謠祭 大獎
- 日本歌謠大賞 大獎
- The Best Ten年度冠軍歌曲
- The Best Ten連續冠軍最長時間歌曲（12週）
- Oricon單曲年榜冠軍